# 哈瑟尔特日本庭园
哈瑟尔特日本庭園（荷蘭語：Japanse Tuin），是一座位于比利时哈瑟尔特的日式庭园。

## 历史
哈瑟尔特日本庭園是比利时哈瑟尔特市政府和日本兵库县伊丹市政府自1985年结成友好姐妹城市的成果，他们在1991年11月共同浇筑的一座钟琴塔是两座城市经久不衰的友谊象征。哈瑟尔特日本庭園其实是比利时公园Kapermolen的延伸，根据17世纪日本茶院的样式设计，面积达2.5公顷，也是欧洲目前为止最大的日本庭园。园内种有樱花树，玫瑰花，还有佛教的雕刻，洋溢着神秘淡雅的东方情调。

## 画廊

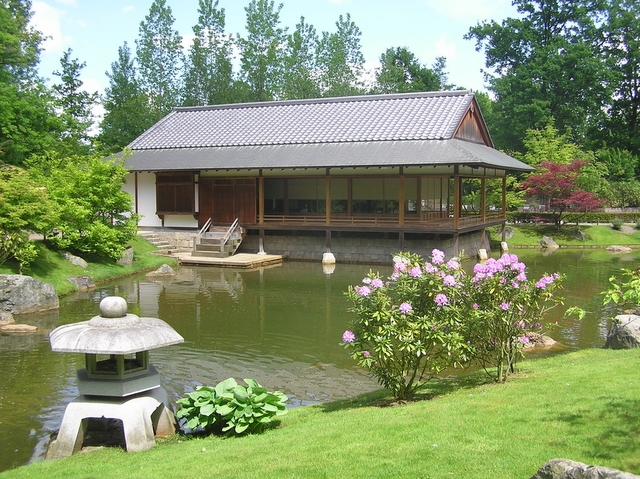
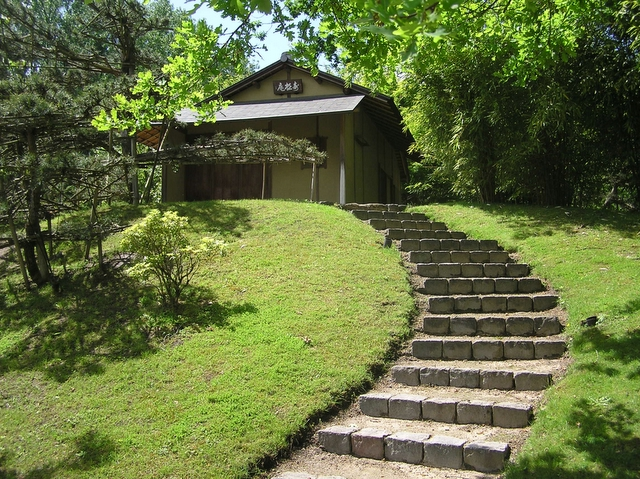
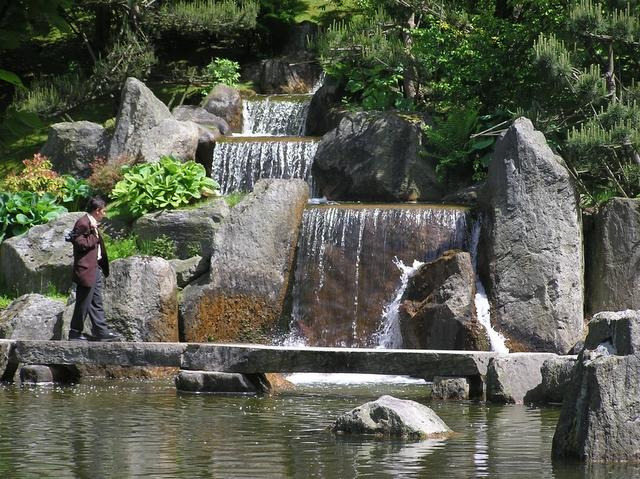
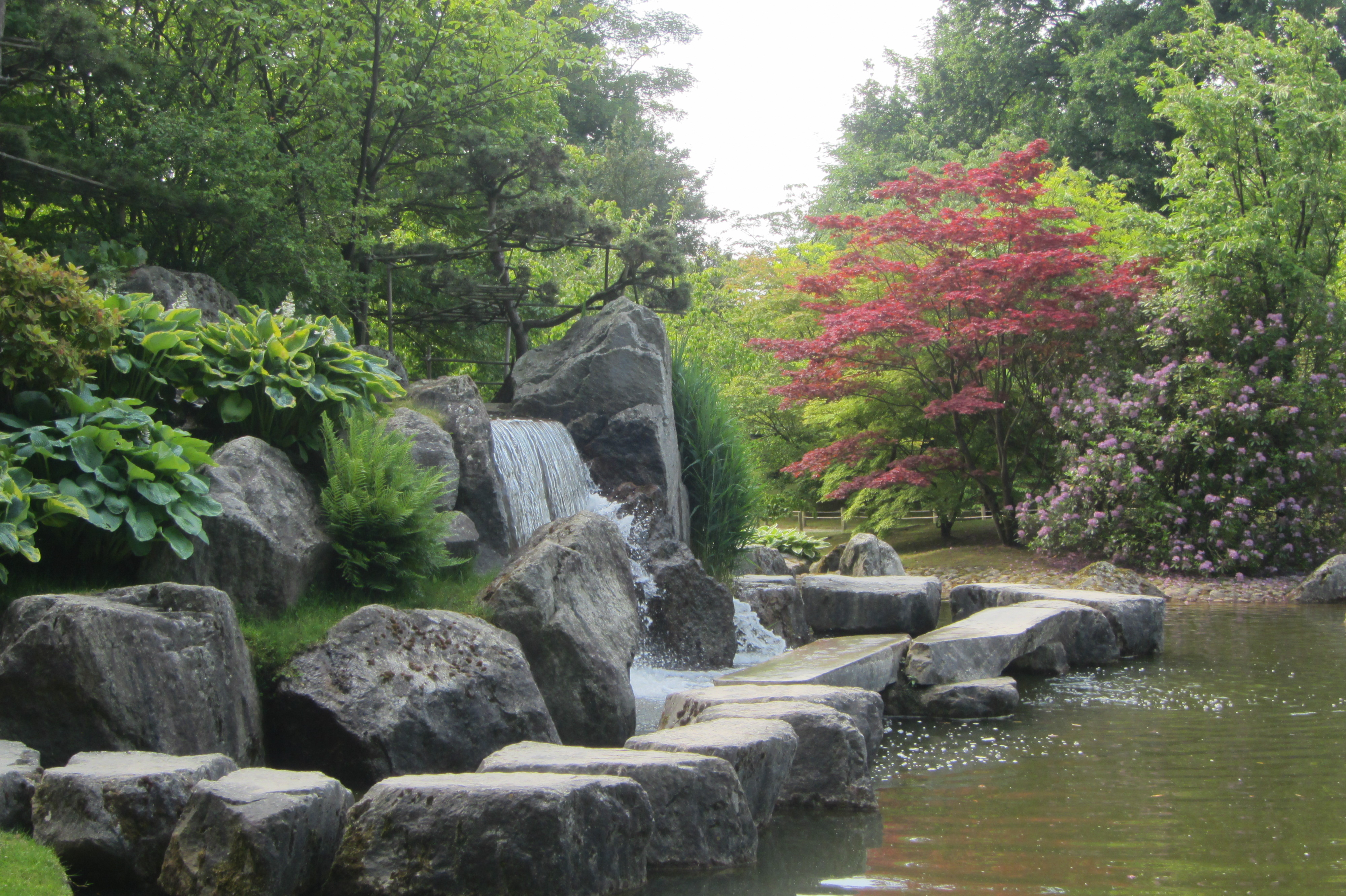
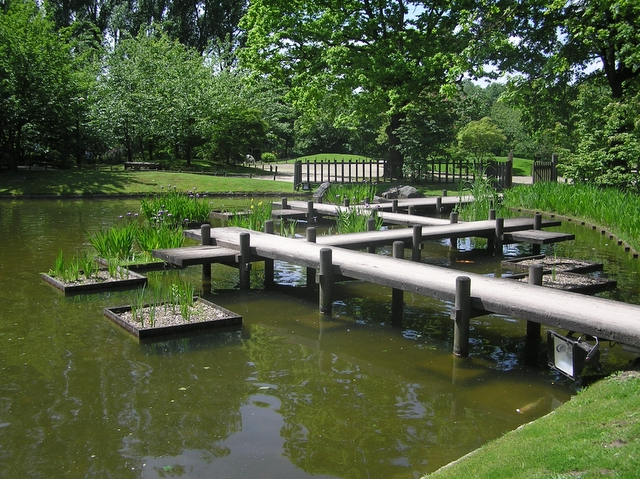
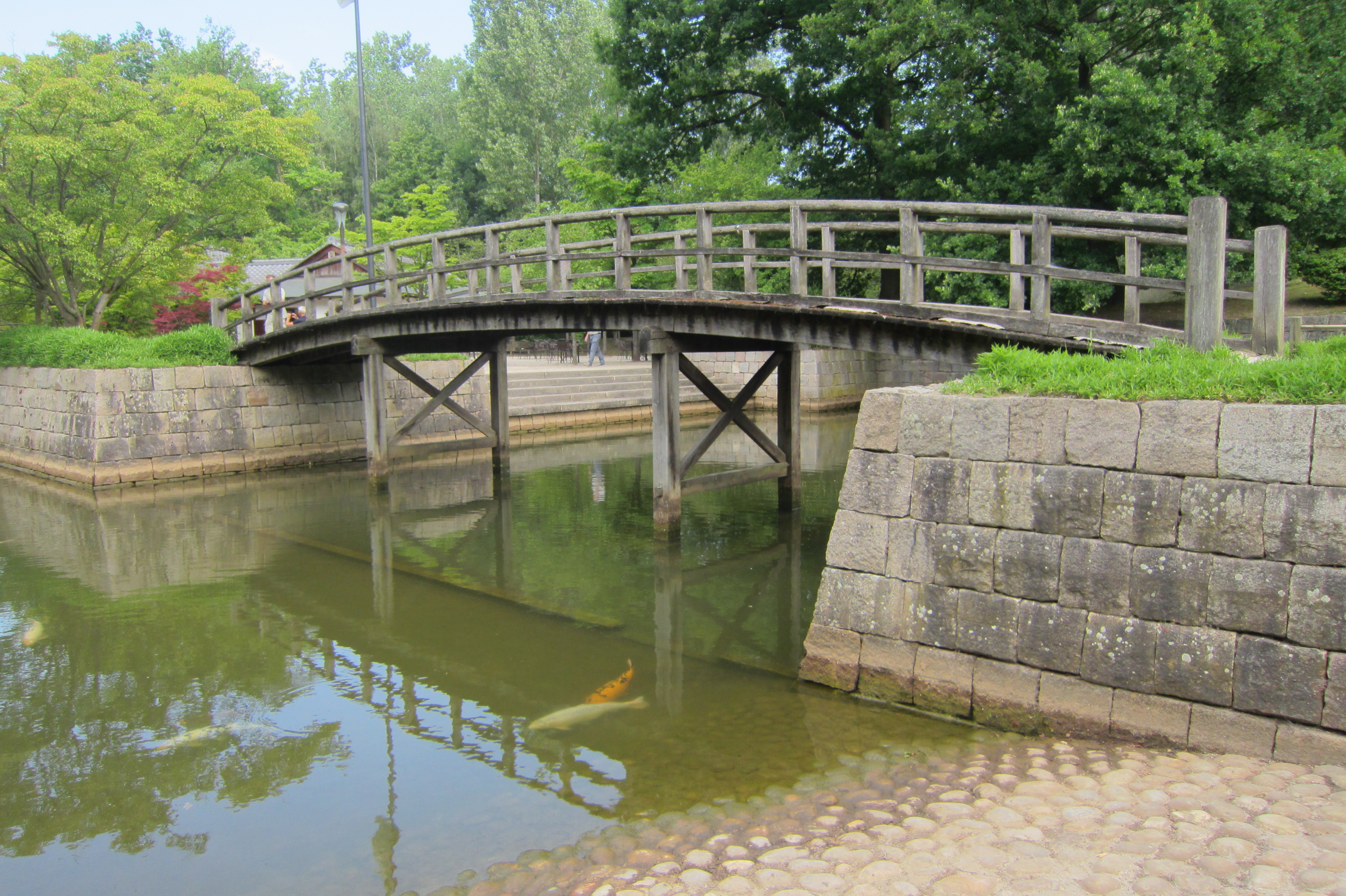